# 村田真一 (ロシア文学者)
村田 真一（むらた しんいち）は、日本のロシア文学者。上智大学外国語学部ロシア語学科教授。ウクライナ・古典私立大学栄誉教授。日本スラヴィスト協会会長。

## 人物・経歴
岩手県盛岡市生まれ。1983年東京外国語大学外国語学部ロシヤ語学科卒業。東京外国語大学大学院外国語学研究科スラブ系言語専攻修士課程修了。青山学院大学国際政治経済学部助教授などを経て、2004年上智大学外国語学部ロシア語学科教授。2007年プーシキン・メダル受賞。2010年上智大学ヨーロッパ研究所所長。2012年日本ロシア文学会理事。2016年ウクライナ・日本スラブ学会会長、ポルタワ国立教育大学名誉教授。2017年上智大学外国語学部長、ウクライナ・古典私立大学栄誉教授。2018年日本スラヴィスト協会会長、国際スラヴィスト委員会日本代表委員。専門はロシア演劇、ロシア文化論。

## 著作
- 『ポケットロシア語会話 : カタカナで覚える!!』（金園社） 1993年
- 『都市と芸術の「ロシア」 : ペテルブルク、モスクワ、オデッサ巡遊』（近藤昌夫, 鴻野わか菜, 嵐田浩吉, 杉谷倫枝, 大平陽一, 竹内正実共著、水声社） 2005年
- 『会話で覚えるロシア語動詞333』（東洋書店） 2006年
- 『ギリシア劇と能の再生 : 声と身体の諸相』（佐藤亨, 中條忍, 廣木一人, 伊達直之, 堀真理子, 外岡尚美共著、水声社） 2009年

### 編集
- 『ヨーロッパ映画の現在』（吉村和明共編、上智大学ヨーロッパ研究所） 2011年
- 『ヨーロッパ映画における「ボーダー」』（上智大学ヨーロッパ研究所） 2016年
- 『文学とアダプテーション : ヨーロッパの文化的変容』（小川公代, 吉村和明共編、春風社） 2017年
- 『ウクライナ戯曲集』国書刊行会、2025年

### 監修
- 『ネイティブと学ぶロシア語会話』（セルゲイ・ロマノフ, スベトラーナ・ラティシェワ、東洋書店） 2009年
- 『ロシア語使える文型80』（佐山豪太、東洋書店） 2010年、のち新版 2016年

### 監訳
- 『ブルガーコフ戯曲集 新装版』1 - 2（ミハイル・ブルガーコフ、東洋書店新社） 2017年

## 出演
- ロシア語講座